# Szklarska Poręba Huta (železniční zastávka)
Szklarska Poręba Huta je železniční zastávka ve Szklarske Porębě v Dolnoslezském vojvodství. Leží v nadmořské výšce 767 m n. m. Leží na ulivi Osiedle Huty, nedaleko granitového lomu, pod horou Łom (815 m) a v údolí řeky Kamienna.

## Historie
Do provozu byla zastávka uvedena 30. června 1902 se záměrem obsluhovat osobní i nákladní dopravu. Nedaleká Huta Julia, stejně jako přeprava dřeva, vedly k tomu, že zastávka byla vybavena bohatou železniční infrastrukturou (další koleje, nakládací rampa, nakládací nádraží a točna). Od roku 1923 byla zastávka a celá trať elektrizována. Elektrický provoz fungoval až do roku 1945, kdy Rudá armáda demontovala trakční vedení, které odvezla je do Sovětského svazu. V roce 1948 byl název zastávky Jóźwin změněn na současný. Vzhledem k blízkosti hraničního pásu pokračovala osobní doprava až do roku 1958 pouze pro místní obyvatele a zaměstnance a na konci 70. let byla uzavřena také pro nákladní dopravu. V období od srpna 2009 do května 2010 byly provedeny rekonstrukční práce v rámci revitalizace železniční trati Jelenia Góra – Harrachov, proběhla modernizace nástupiště, které je tvořeno betonovými bloky a přibylo nové zábradlí.

## Doprava
Staví zde všechny osobní vlaky linky L1 Liberec – Tanvald – Harrachov – Szklarska Poręba Górna.

## Cestující
V zastávce se neprodávají jízdenky, odbavení cestujících se provádí ve vlaku. Bezbariérový přístup je na všechna nástupiště. Zastávka je vybavena pro zrakově postižené (vodící linie).
V roce 2017 zastávka obsluhovala 0–9 cestujících denně.